# Пам'ятник Тарасові Шевченку (Лозівка)
Пам'ятник Тарасові Шевченку в Лозівці — погруддя українського поета Тараса Григоровича Шевченка в селі Лозівці Підволочиського району на Тернопільщині.
Пам'ятка монументального мистецтва місцевого значення, охоронний номер 516.

## Опис
Погруддя виготовлене з бетону, висота — 1,4 м, постамент — із каменю, висота — 2,9 м.
Скульптори — Яків Чайка та Еммануїл Мисько.
На постаменті викарбуваний напис:
Т. Г. Шевченко

1814—1861

## З історії пам'ятника
Пам'ятник двічі нищили: вперше підірвали гранатами під час Першої світової війни військовики польського генерала Галлера, а відновлений 1926 року пам'ятник улани Пілсудського вдруге знищили в 1930-му.
17 липня 1960 року пам'ятник відновлено втретє. На відкритті було багато людей, зокрема, серед гостей були і його автори — митці Яків Чайка та Еммануїл Мисько, поет Дмитро Павличко, який про цю подію написав вірш «На відкритті пам'ятника Т. Г. Шевченкові в с. Лозівці».